# 3201 Sijthoff
3201 Sijthoff este un asteroid din centura principală, descoperit pe 24 septembrie 1960 de PLS.